# Javorska Ravna Gora
Javorska Ravna Gora (en serbe cyrillique : Јаворска Равна Гора) est un village de Serbie situé dans la municipalité d’Ivanjica, district de Moravica. Au recensement de 2011, il comptait 99 habitants.

## Démographie
| 1948 | 1953 | 1961 | 1971 | 1981 | 1991 | 2002 | 2011 |
| ---- | ---- | ---- | ---- | ---- | ---- | ---- | ---- |
| 730  | 731  | 674  | 494  | 349  | 218  | 139  | 99   |

|  |